# Московец
Московец е село в Южна България. То се намира в община Карлово, област Пловдив.

## География
Московец е село в Южна България. То се намира в община Карлово, област Пловдив. На 10 км се намира Карлово, на 69 км е град Пловдив.

## История
Във втората половина на XVI век (около 1580 г.) по тези места дошли и се заселили татари на мястото на днешното село Московец (бивше Татаре), като беят им се заселил на мястото на село Татаре, което получило това си име. Този бей имал една дъщеря и трима синове, на които поделил земите си по следния начин: дъщеря си, която била най-голямото дете в семейството му, и кака на останалите му синове (на турски кака е „абла“) той дал за жена на някой си турчин от Анево. Оттам започнали да наричат село Анево – Аблалардан (т.е. Какиното село), на най-големия си син оставил с. Татаре, на втория, който бил кьосе, оставил селото, което взело неговия прякор – Кьоселер (бивше Мали Богдан – дн. квартал на с. Каравелово), а на третия си син дал новозаселеното Йени обаси (тур. Ново село), което отпосле се преселило на мястото на дн. Иганово. До времето на Съединението село Татаре, макар и малко като население, имало една от най-големите общински мери в нахия Гьопса (Карлово) и по население оставало чисто турско. След Съединението, обаче турските му жители започват да се изселват в Османската империя и разпродават имотите си, а в селото се заселват българи от околните български села Мали Богдан, Каравелово, Войнягово и др.

## Културни и природни забележителности
В Московец има военен паметник. През селото минава река.

## Други
В селото има 243 жители.

## Галерия
- На влизане в Московец
- Кметство Московец
- Военен паметник
- Военен паметник
- Мост над Стряма, свързващ Московец с Богдан